# Antiputinisme
Antiputinisme er en samlebetegnelse for kritik af den russiske præsident Vladimir Putin siden 2000'erne. Kritikken er kommet til udtryk inden for talemåder, kunst og oppositionel politik vedrørende især Rusland og Ukraine.

## Putinisme
Kort efter Vladimir Putins magtovertagelse i 2000 udgav den russiske matematiker og skribent Andrej Piontkovskij (russisk: Андрей Андреевич Пионтковский) en artikel om Putin, hvori han beskrev "putinismens" karakteristika: exit borgerrettigheder med putinismen som den russiske røverkapitalismes højeste og sidste stadium, konsolidering af nationen igennem had til minoriteter, bekæmpelse af ytringsfrihed, 'hjernevask' og endelig national isolation over for omverdenen, samt økonomisk nedgang. Samme sted sammenlignede Piontkovskij Boris Jeltsin med rigspræsident Paul von Hindenburg, da han overdrog magten til Adolf Hitler.
Et andet redskab for putinismen er samlebetegnelsen "Russkij Mir" (russisk: Русский мир - russisk verden eller fællesskab), til legitimering af indlemmelse af tidligere sovjetrussiske lande, der reelt af putinister anses for kommunistiske opfindelser, mens kun Rusland anses for "virkelig" og "naturlig". Denne tanke understøttes af Den russisk-ortodokse kirke. Statsapparatet befæster sig yderligere i en parallelklan af efterretningsagentslægter siloviki (russisk: Силовики). Sociologen Olga Krysjtanovskaja (russisk: Ольга Викторовна Крыштановская) opgjorde i 2004 procentdelen af siloviki til at udgøre 25 % af den politiske top, men 58 % af Putins inderkreds, med 18-20 % i parlament og 34 % i daværende regering.
Teoretisk er Putin især inspireret af de russiske religionsskribenter Ivan Iljin (russisk: Иван Александрович Ильин Ivan Iljin, 1883-1954), Nikolaj Berdjajev (russisk: Николай Александрович Бердяев) og Vladimir Solovjov (russisk: Владимир Сергеевич Соловьёв), Putin anvender til at forstærke et mantra om Vestens seksuelle forfald og tanker om Eurasien.
Putin har omdelt skrifter af de tre nævnte til sin centraladministration og udgav den 12. juli 2021 et 24-siders essay "Om den historiske enhed imellem russere og ukrainere". Heri søger han at knytte Rusland, Hviderusland og Ukraine sammen siden middelalderen. Oppositionen klassificerede essayet imperialistisk og udtryk for pseudovidenskabelig historierevision.

Putins essay slutter med ordene:
"Jeg vil sige én ting - Rusland har aldrig været og vil aldrig blive Anti-Ukraine. Og hvad Ukraine vil være - er op til dets borgere, at bestemme". (Vladimir Putin).
Carnegie Endowment for International Peace kaldte essayet, december 2021, for et „historisk, politisk og sikkerhedsmæssigt prædikat for invasion af Ukraine". Andre sammenlignede det med Adolf Hitlers Sudetertale.

## Opposition i Rusland
Oppositionen i Rusland er bred og omfattende, men knægtet af regimet, der ofte fængsler systemkritikere. Mange opholder sig derfor i udlandet.
Iblandt de mest kendte er den tidligere verdensmester i skak, Garri Kasparov og Aleksej Navalnyj. Kasparov udtalte i 2014 i forbindelse med Krimkonflikten, at Kreml og Putin ikke bryder sig om skak, "fordi spillet har faste ('fixed') regler og usikre resultater. De foretrækker udefinerede regler og fiksede resultater".
Navalnyj blev i 2020 angiveligt forgiftet med den russiske nervegift novitjok, et middel landets sikkerheds- og efterretningstjenester anvender til at likvidere afhoppere og politiske modstandere. Han er i dag fængslet.
Også systemkritikerne Vladimir Kara-Mursa (russisk: Владимир Владимирович Кара-Мурза) og Pjotr Versilov (russisk: Пётр Юрьевич Верзилов) overlevede forgiftning. Men i Putins regeringsperiode er op imod 15 andre systemkritiske journalister blevet dræbt i Rusland.
Systemkritikere har med offentliggørelsen af Panama-papirerne kunnet dokumentere omfattende korruption i Rusland med nær tilknytning til Putin.
Blandt de mest kendte antiputinister er også pigepunkgruppen Pussy Riot, der i januar 2012 optrådte med sangen "Putin har pisset på sig selv" Putin Sassal (russisk: Путин зассал). Den 21. februar trængte gruppen ind i Jesus Frelserkatedralen i Moskva og sang musikstykket "Punkbøn: Guds Mor, driv Putin væk". Tre af gruppens medlemmer blev fængslet. Under retssagen samme år udgav resten af gruppen singlen "Putin tænder ilden" (Putin sasjigajet kostry russisk: Путин Зажигает Костры). Siden føjedes "Putin vil lære dig at elske Moderlandet" (2014) (russisk: Путин Научит Тебя Любить Родину) til sangkataloget.

## Talemåder
I midten af 2000'erne udklækkedes talemåden "Putinland", en neologisme for et angiveligt korrupt og morderisk styre identificeret ved Rusland under Putin.
I slutningen af 2000'erne opstod betegnelsen "Putler", der i 2009 antages at udgå fra Det kommunistiske parti i Rusland, der i forbindelse med en demonstration, den 31. januar 2009, bar plakater med teksten "Putler kaput!" (Putin er gået i stykker; 'kaputt'). Betegnelsen 'Putler' kæder Putin sammen med den nazistiske fører Hitler. Efter annekteringen af Krim sammenlignede oppositionen det med Adolf Hitlers annektering af Østrig i 1938, kaldt Anschluss. Samme år blev betegnelsen "Putler" nomineret til Årets Ord i Ukraine.
Den russiske opposition oprettede den 10. marts 2010 hjemmesiden "Putin Must Go" (russisk: Путин должен уйти, transskriberet "Putin dolsjen ujti" [ˈputʲɪn ˈdolʐɨn ʊjˈtʲi]), der er en offentlig kampagne til indsamling af underskrifter for Vladimir Putins aftrædelse som præsident.
Siden 2014 anvendte man om venstreorienterede i Tyskland, der udviste positiv politik over for Putin, betegnelsen "Putin-forståer" (Putinversteher), som et negativt-ironisk ord. Det er siden blevet et tysk låneord på engelsk, hvor det også retter sig mod højreorienterede nationalister. I Tyskland blev ordet i 2014 nomineret til "Årets Uord". Ordet blev til gengæld omfavnet i Rusland, hvor produkterne fra en fabrikant kaldt "Putinversteher", der sælger Putin-memorabilia (smykker og tøj) med Putinafbildninger på, er gangbare salgsvarer.
Fortalere for Putin er også blevet kaldt "anti-anti-putinister".

## Galleri
- Putinversteher-logo, 2017.
- "Stop Putler - Stop War". Antikrigsdemonstration, Vancouver, 26. februar 2022.
- "Storhedsvanvid", i forbindelse med Ruslands Krimannektering. Tyskland, 2014.
- "Please Recycle Putin", gadekunst, Helsinki 2022.
- "Bliv kvalt". Solidaritetsprotest med Ukraine, Berlin, 13. marts 2022.
- Putin-accessories i en Moskvaboghandel, 2006.

## Modkunst
I tiden op imod Ruslands annektering af den ukrainske halvø Krim i 2014 udvikledes særlig modkunst imod Vladimir Putin, især i Ukraine.
Samme år udvikledes fodboldsangen Putin khujlo! (russisk: Пу́тин — хуйло́, IPA: [ˈputʲɪn xʊjˈlo]; ukrainsk: Пу́тін — хуйло́) oversat: "Putin er et pikhoved", i forbindelse med en fodboldkamp imellem FC Metalist Kharkiv og FK Sjakhtar Donetsk i marts 2014, sunget af ultras. Sangen blev siden en protestsang i både Rusland og Ukraine imod Putin og russisk territorialudvidelse. Med tiden er melodien blevet identificeret med "la-la la-la la-la" og så ved alle hvad du mener - underforstået om Putin, udtalte den ukrainsk-amerikanske historiker Alexander J. Motyl.
I dag går T-shirts med Putins motiv og teksten "Nuke yourself, Putin" eller "F yourself, Putin", tilsyneladende som varmt brød på internettet.
Den 10. maj 2022 præsenteredes tilmed en fire meter høj statue af Putin i Kyiv ved kunstneren Dmitro Iv (ukrainsk: Дмітро Ів), kaldt "Shoot yourself", og et skilt med teksten: “Putler, did you understand the hint?” (Putler, forstod du hentydningen?). Statuen er udstyret med en pistol i munden.
Den 12. april 2022 udgav det ukrainske postvæsen særfrimærket "Russisk krigsskib, fuck dig!", der henviser til det russiske krigsfartøj Moskvas invasion af den ukrainske ø Slangeøen, beliggende vest for Krim. I forbindelse med radiokommunikationen fra skibet og 13 ukrainske soldater på øen, nægtede de at overgive sig, replicerede derimod: "Go fuck yourself!", der siden er blevet et kampmotto i Ukraine. To dage senere sank skibet. Ukraine klassificerede det et "nationalt bevaringssted" (Heritage Site).

## Galleri II
- Den ukrainske folkesang “Putin-Khujlo!” (2014).
- "Khujlo"-Putin foran den russiske ambassade i Ottawa (Canada), 2014.
- Ukrainsk registreringsplade med "ПТН-ХЛО" (khujlo), 2014.
- Ukrainsk valgplakat hvor indgår "Putler" og "la-la-la". 2014.